# Пјансанио
Пјансанио (итал. Piansano) је насеље у Италији у округу Витербо, региону Лацио.
Према процени из 2011. у насељу је живело 1775 становника. Насеље се налази на надморској висини од 429 м.

## Становништво
Према резултатима пописа становништва 2011. у општини је живело 2.147 становника.
| 1931. | 1936. | 1951. | 1961. | 1971. | 1981. | 1991. | 2001. | 2011. |
| ----- | ----- | ----- | ----- | ----- | ----- | ----- | ----- | ----- |
| 2.751 | 1.901 | 2.882 | 2.486 | 2.295 | 2.337 | 2.306 | 2.220 | 2.147 |